# Markus Fugger
Markus Fugger (Augusta, 15 febbraio 1529 – Augusta, 18 giugno 1597) è stato un banchiere e mercante tedesco, membro di una delle più importanti famiglie di banchieri d'Europa.

## Biografia
Figlio di Anton Fugger, nipote di Jacob Fugger iniziatore delle vere fortune della casata di commercianti e banchieri tedeschi, alla morte del genitore nel 1560 coi suoi fratelli Hans e Jacob prese le redini della gestione degli affari di famiglia. Quando i tre decisero di dividere i rami d'affare della loro famiglia nel 1575, Markus prese la divisione settentrionale. Con altri membri della famiglia, ottenne la sua parte della Fuggerhäuser di Augsburg. Interessato alla storia della chiesa, fu patrono di artisti e collezionista di libri ed antichità, contribuendo al successo di Nikolaus Juvenel come ritrattista ad Augusta. Organizzò feste sontuose con fuochi d'artificio che divennero memorabili nella Germania della sua epoca. Nel 1595 venne colpito da un infarto da cui non si riprese mai completamente e passò pertanto da quella data la gestione dei suoi affari a suo fratello Hans.

## Matrimonio e figli
Nel 1557, Markus sposò la contessa Sibylla von Eberstein (1531–1589), alleando così i Fugger con un gran numero di famiglie aristocratiche della Germania sud-occidentale come ad esempio i margravi di Baden-Sponheim, i conti di Hanau-Lichtenberg ed i conti di Eberstein. Il matrimonio produsse 13 figli (8 femmine e 5 maschi), dando vita ad una linea che si estinse nel 1671.